# 습곡 산지

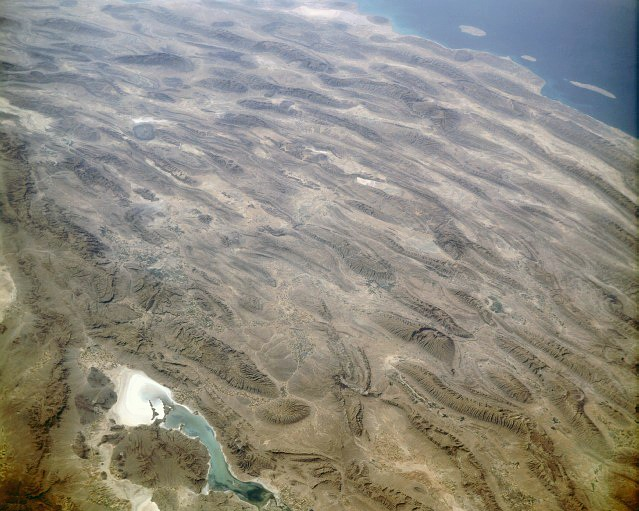
우주에서 본 자그로스산맥

습곡 산지(褶曲山地, Fold mountains)는 단층산맥과 더불어서 산맥을 이루는 한종류로써 지층이나 지각의 일부가 횡압력을 받아 형성된 산지이다. 고기 습곡 산지와 신기 습곡 산지로 구분한다.
습곡 산지는 지각 상부의 지층이 습곡 작용을 받아 형성된다. 판구조론이 발전하고 역행렬대의 내부 구조가 제대로 이해되기 전에는 이 용어가 대부분의 산맥을 설명하는 데 사용되었지만, 그 외에는 더 이상 쓰이지 않게 되었다.

## 형성
습곡 산맥은 두 지각판이 수렴하는 판 경계에서 서로를 향해 이동하는 추력 지각 운동이 일어나는 지역에서 형성된다. 판과 그 위를 지나가는 대륙이 충돌하거나 섭입(즉, 서로 겹치는 현상)을 겪을 때, 축적된 암석층은 식탁보를 식탁 위에 얹은 것처럼 구겨지고 습곡될 수 있으며, 특히 소금과 같이 역학적으로 약한 층이 있는 경우 더욱 그렇는다. 밀도가 낮은 대륙 지각은 그 아래의 밀도가 높은 맨틀 암석 위에 "떠 있기" 때문에, 언덕, 고원, 또는 산을 형성하기 위해 위로 밀어 올려지는 지각 물질의 무게는 맨틀로 아래로 밀어 내려지는 훨씬 더 큰 부피의 부력과 균형을 이루어야 한다. 따라서 대륙 지각은 일반적으로 산 아래에서 저지대보다 훨씬 두껍는다. 암석은 대칭 또는 비대칭으로 습곡될 수 있다. 위쪽 습곡은 배사이고 아래쪽 습곡은 향사이다. 심하게 습곡되고 단층된 암석은 내프(nappe)라고 한다. 비대칭 습곡에서는 누운 습곡과 뒤집힌 습곡도 있을 수 있다. 그렇게 형성된 산은 보통 폭보다 길이가 더 길다.

## 예
- 쥐라산맥
- 자그로스산맥

## 같이 보기
- 단층지괴
- 아라발리산맥